# Прашума Лом
Прашума Лом је заштићени строги природни резерват у Републици Српској. Заузима површину од 297,8 ha и простире се на територији општина Петровац и Источног Дрвара. Према класификацији Међународне уније за заштиту природе, Прашума Лом је заштићена највишом категоријом заштите Ia.1
Издвојено језгро прашума представља строги резерват дивљине који се простире на 55,8 ha. 
Идеја о заштити природе на планини Клековача датира из 1905. године, што представља један од најранијих напора очувања природних предела у овом делу Европе.
Вегетација ломска прашума углавном чине стабла букве, јеле и смрче. Присутан је и велики број различитих гљива.
У прашуми Лом налазе се два врела и неколико пећина од којих су неке са вечним снегом и ледом. 